# Roodschouderstekelstaart
De roodschouderstekelstaart (Synallaxis hellmayri) is een zangvogel uit de familie der ovenvogels (Furnariidae). Deze vogel is genoemd naar de Oostenrijkse ornitholoog Carl Edward Hellmayr.

## Kenmerken
De vogel is 18 centimeter groot. De roodschouderstekelstaart is grotendeels donkergrijs met roestrode dekvleugels en een lange zwarte staart. Verder heeft deze vogel rode ogen.

## Verspreiding en leefgebied
Deze vogel is een endemisch in Brazilië en komt enkel voor in de staten Bahia, Minas Gerais, Pernambuco en Piauí. De natuurlijke habitat bestaat uit droge scrubland en scrubland-achtige vegetatie in het bioom Caatinga.

## Status
De grootte van de populatie is niet gekwantificeerd maar de soort wordt omschreven als plaatselijk algemeen. Op de Rode lijst van de IUCN heeft deze soort de status niet bedreigd.